# Ishockey vid olympiska vinterspelen 2006

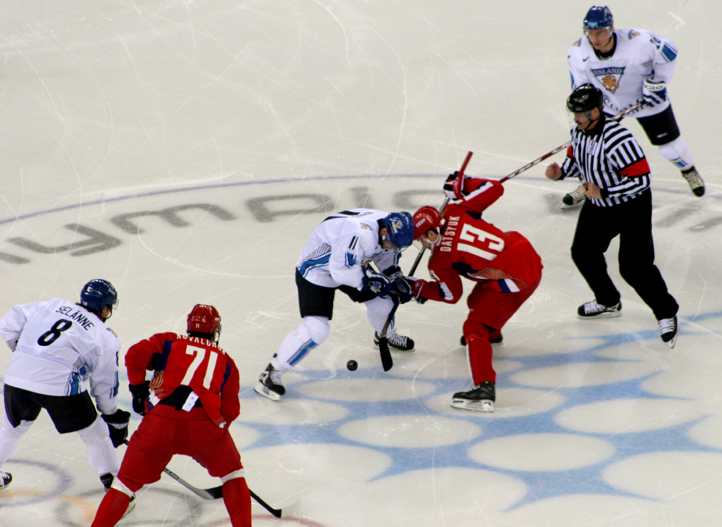
Finland-Ryssland i herrturneringens semifinal.

Ishockey vid olympiska vinterspelen 2006 i Turin i Italien spelades i Torino Palasport Olimpico och Torino Esposizioni i Turin i Italien.
Herrturneringen, som vanns av Sverige före Finland och Tjeckien, spelades 15-26 februari 2006 medan damturneringen spelades 11-20 februari 2006 och vanns av Kanada före Sverige och USA.
Herrturneringen spelades med NHL-proffs. Detta krävde förhandlingar som kärvade då Ryssland och Tjeckien i mitten av 2005 sade nej till ett avtal. Till slut löstes konflikten, och NHL-spelare kunde delta.

## Medaljfördelning
| Gren                        | Guld | Silver | Brons |
| Herrarnas ishockeyturnering | Sverige Daniel Alfredsson Per-Johan Axelsson Christian Bäckman Peter Forsberg Mika Hannula Niclas Hävelid Tomas Holmström Jörgen Jönsson Kenny Jönsson Niklas Kronwall Nicklas Lidström Stefan Liv Henrik Lundqvist Fredrik Modin Mattias Öhlund Samuel Påhlsson Mikael Samuelsson Daniel Sedin Henrik Sedin Mats Sundin Ronnie Sundin Mikael Tellqvist Daniel Tjärnqvist Henrik Zetterberg | Finland Niklas Bäckström Aki Berg Niklas Hagman Jukka Hentunen Jussi Jokinen Olli Jokinen Niko Kapanen Mikko Koivu Saku Koivu Lasse Kukkonen Antti Laaksonen Jere Lehtinen Toni Lydman Antti-Jussi Niemi Ville Nieminen Antero Niittymäki Fredrik Norrena Petteri Nummelin Teppo Numminen Ville Peltonen Jarkko Ruutu Sami Salo Teemu Selänne Kimmo Timonen | Tjeckien Jan Bulis Petr Čajánek Patrik Eliáš Martin Erat Dominik Hašek Milan Hejduk Aleš Hemský Milan Hnilička Jaromír Jágr František Kaberle Tomáš Kaberle Aleš Kotalík Filip Kuba Pavel Kubina Robert Lang Marek Malík Rostislav Olesz Václav Prospal Martin Ručínský Dušan Salfický Jaroslav Špaček Martin Straka Tomáš Vokoun David Výborný Marek Židlický |
| Damernas ishockeyturnering  | Kanada Meghan Agosta Gillian Apps Jennifer Botterill Cassie Campbell Gillian Ferrari Danielle Goyette Jayna Hefford Becky Kellar Gina Kingsbury Charline Labonté Carla MacLeod Caroline Ouellette Cherie Piper Cheryl Pounder Colleen Sostorics Kim St-Pierre Vicky Sunohara Sarah Vaillancourt Katie Weatherston Hayley Wickenheiser                                                       | Sverige Cecilia Andersson Gunilla Andersson Jenni Asserholt Ann-Louise Edstrand Joa Elfsberg Emma Eliasson Erika Holst Nanna Jansson Ylva Lindberg Jenny Lindqvist Kristina Lundberg Kim Martin Frida Nevalainen Emilie O'Konor Maria Rooth Danijela Rundqvist Therese Sjölander Katarina Timglas Anna Vikman Pernilla Winberg                              | USA Caitlin Cahow Julie Chu Natalie Darwitz Pam Dreyer Tricia Dunn-Luoma Molly Engstrom Chanda Gunn Jamie Hagerman Kim Insalaco Kathleen Kauth Courtney Kennedy Katie King Kristin King Sarah Parsons Jenny Potter Helen Resor Angela Ruggiero Kelly Stephens Lyndsay Wall Krissy Wendell                                                                      |

## Herrarnas turnering

### Medaljfördelning
| Gren                        | Guld    | Silver  | Brons    |
| Herrarnas ishockeyturnering | Sverige | Finland | Tjeckien |

## Damernas turnering

### Medaljfördelning
| Gren                       | Guld   | Silver  | Brons |
| Damernas ishockeyturnering | Kanada | Sverige | USA   |